# Antoine de Vaudémont

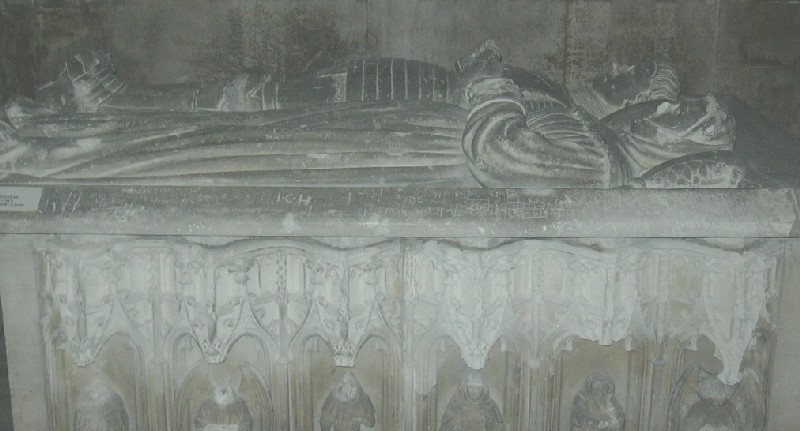
Sarkophag von Antoine de Vaudémont und Marie d’Harcourt, in der Église des Cordeliers in Nancy

Antoine de Vaudémont (* um 1400; † 22. März 1458) war Graf von Vaudémont und Herr von Joinville von 1418 bis 1458. Durch seine Ehe war er von 1452 bis 1458 auch Graf von Aumale und Baron von Elbeuf. Er war der Sohn von Friedrich I. von Vaudémont und Marguerite de Joinville.

## Leben
Antoine heiratete am 12. August 1416 Marie, Gräfin von Harcourt und Aumale und Baronin von Elbeuf, Tochter von Graf Jean VII., und Marie d’Alençon. Ihre Kinder waren:
- Friedrich (Ferry) II. (* 1428; † 1470), Graf von Vaudémont und Herr von Joinville,
- Johann (Jean) VIII. († 1473), Graf von Aumale und Baron von Elbeuf,
- Heinrich (Henri) († 1505), Bischof von Thérouanne (1447–1484), dann Bischof von Metz (1484–1505),
- Marie († 1455), ⚭ 1450 Alain IX. († 1462), Vicomte de Rohan,
- Margarete (Marguerite) († nach 1477), ⚭ 1432 Antoine I. de Croÿ († 1475).

Antoine de Vaudémont war der Neffe des Herzogs Karl II. von Lothringen, dessen Nachfolger er werden wollte, da dieser keine Söhne hatte. Karl II. bestimmte jedoch, dass seine Tochter Isabella (* um 1400; † 1453), die 1420 mit René I. von Anjou, Herzog von Bar verheiratet wurde, das Herzogtum erben solle, was von Antoine angefochten wurde, weswegen Karl ihn 1425 formell enterbte. Karls Angriffe auf Antoines Besitz liefen jedoch in Leere, da Antoine sich mit Philipp dem Guten, Herzog von Burgund, einen mächtigen Verbündeten gesucht hatte. Nach dem Eintreten des Erbfalls 1431 nahm Antoine den Kampf um das Herzogtum wieder auf, und am 2. Juli 1431 gelang es ihm in der Schlacht von Bulgnéville, René gefangen zu nehmen.
René und Antoine einigten sich am 10. Oktober 1432 darauf, Philipp den Guten als Schiedsrichter anzurufen, doch brachte dessen Vermittlung lediglich eine Übereinkunft zustande (Brüssel 13. Februar 1433), die unter anderem eine spätere Ehe zwischen Kindern der Kontrahenten, Jolande von Lothringen (1428–1483) und Friedrich II. von Vaudémont (* um 1428), vorsah. Kaiser Sigismund belehnte aber 1434 René mit Lothringen, woraufhin Antoine sich erneut an den Burgunder wandte, ohne dass er letztlich an der Entscheidung noch etwas ändern konnte. Am 27. März 1441 verzichtete Antoine schließlich im Vertrag von Reims auf seinen Anspruch auf Lothringen; dafür wurde die Unabhängigkeit seiner Grafschaft Vaudémont anerkannt und sein Sohn Friedrich II. mit Jolande verlobt. Deren Hochzeit fand 1445 in Nancy statt. Antoines Enkel René II. konnte so 1473 Herzog von Lothringen werden.